# دیمین لئونه
دِیمین لئونه (انگلیسی: Damien Leone؛ زادهٔ ۲۹ ژانویهٔ ۱۹۸۲) کارگردان فیلم، تهیه‌کننده فیلم، و فیلم‌نامه‌نویس اهل ایالات متحده آمریکا است.
او به‌خاطر نویسندگی و کارگردانی فیلم شب یادگاران (۲۰۱۳)، ترساننده (۲۰۱۶)، ترساننده ۲ (۲۰۲۲)، و ترساننده ۳ (۲۰۲۴) به شهرت رسید.

## حرفه
در سال ۲۰۱۶، ترساننده منتشر شد. در میان دیگر کارها، لئونه نویسندگی و کارگردانی این فیلم را برعهده داشت که در نهایت به یک فیلم کالت تبدیل شد و برای آن نامزد جایزه اره‌برقی فانگوریا برای بهترین جلوه‌های ویژه آرایشی شد. در سال ۲۰۲۲، لئونه برای ساخت دنباله ترساننده ۲ بازگشت. ترساننده ۲ با استقبال خوبی از سوی منتقدان مواجه شد و در باکس آفیس موفق بود و بیش از ۱۵ میلیون دلار فروش با بودجه‌ای ۲۵۰ هزار دلاری کسب کرد. لئونه برای کار خود در تریفایر ۲ دوباره برای جایزه اره‌برقی فانگوریا بهترین جلوه‌های ویژه آرایشی نامزد شد و این بار برنده آن شد.
بعدها اعلام شد که لئونه در حال کار بر روی تریفایر ۳ و فیلم استریم است.